# Санахшире
Санахшире (груз. სანახშირე) — село в Грузії.
За даними перепису населення 2014 року в селі проживає 162 особи.